# Xã Lower Augusta, Quận Northumberland, Pennsylvania
Xã Lower Augusta (tiếng Anh: Lower Augusta Township) là một xã thuộc quận Northumberland, tiểu bang Pennsylvania, Hoa Kỳ. Năm 2010, dân số của xã này là 1.064 người.